# Bisayas Centrales
Bisayas Centrales (en cebuano: Tunga-tungang Kabisay-an; en inglés: Central Visayas) es una de las regiones de Filipinas, designada como la Región VII. Ocupa una superficie de 14.852 km² y tiene una población de 5.706.953 habitantes. Es parte del grupo de las islas Bisayas. Consiste de 4 provincias:
- Bohol.
- Cebú.
- Negros Oriental.
- Siquijor.

La región demarca el territorio ocupado por los nativos hablantes del cebuano. La capital de la región es la ciudad de Cebú.
- Datos: Q13669
- Multimedia: Central Visayas / Q13669